# Matucana aureiflora
Matucana aureiflora ist eine Pflanzenart in der Gattung Matucana aus der Familie der Kakteengewächse (Cactaceae). Das Artepitheton aureiflora leitet sich von den lateinischen Worten aureus für ‚gelb‘ sowie -florus für ‚-blütig‘ ab.

## Beschreibung
Matucana aureiflora wächst meist einzeln mit abgeflacht kugelförmigen, glänzend dunkelgrünen Trieben von bis zu 13 Zentimeter Durchmesser. Es sind elf bis 27 stumpfe Rippen vorhanden, die aus flachen Höckern bestehen. Die festen, gebogenen gelben bis bräunlichen gelben Dornen sind an ihrer Basis dunkler. Die bis zu vier Mitteldornen, die auch fehlen können, sind 1,2 bis 2,5 Zentimeter lang. Die acht bis 14 kammförmig angeordneten Randdornen erreichen eine Länge von 0,7 bis 1,8 Zentimeter.
Die breit trichterförmigen, radiären Blüten sind goldgelb. Sie sind 3 bis 4,5 Zentimeter lang und weisen Durchmesser von bis zu 4 Zentimeter auf. Die Länge der eiförmigen, etwas purpurfarben Früchte beträgt 1,4 Zentimeter. Ihre Durchmesser beträgt bis zu 1 Zentimeter.

## Verbreitung, Systematik und Gefährdung
Matucana aureiflora ist in der peruanischen Region Cajamarca in Höhenlagen von 2800 bis 2900 Metern verbreitet.
Die Erstbeschreibung erfolgte 1965 durch Friedrich Ritter. Weitere nomenklatorische Synonyme sind Submatucana aureiflorus (F.Ritter) Backeb. (1966) und Borzicactus aureiflorus (F.Ritter) Donald (1971).
In der Roten Liste gefährdeter Arten der IUCN wird die Art als „Critically Endangered (CR)“, d. h. als vom Aussterben bedroht geführt.

## Nachweise